# Jerzy Zelnik

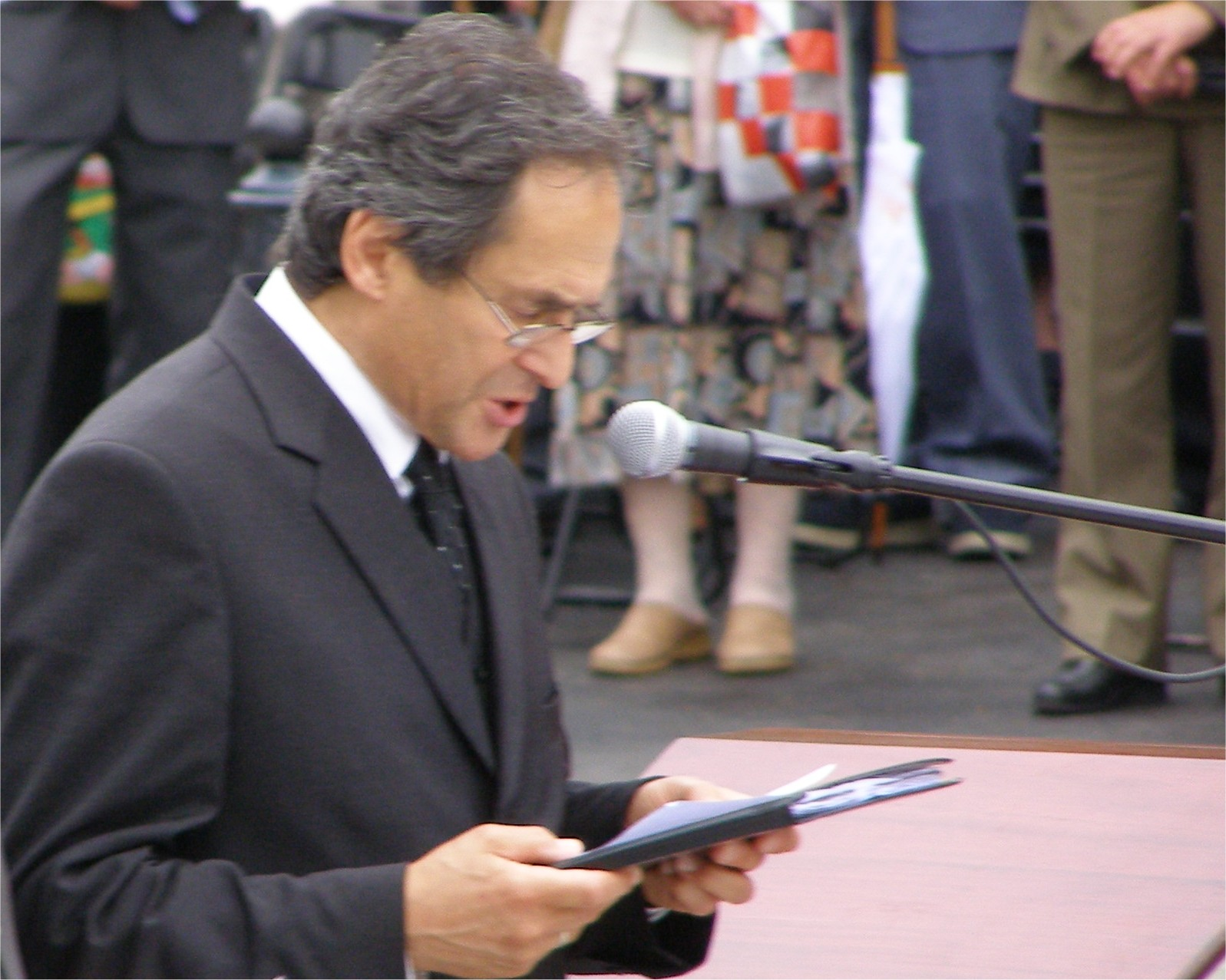
Jerzy Zelnik podczas 62. rocznicy powstania warszawskiego (2006)

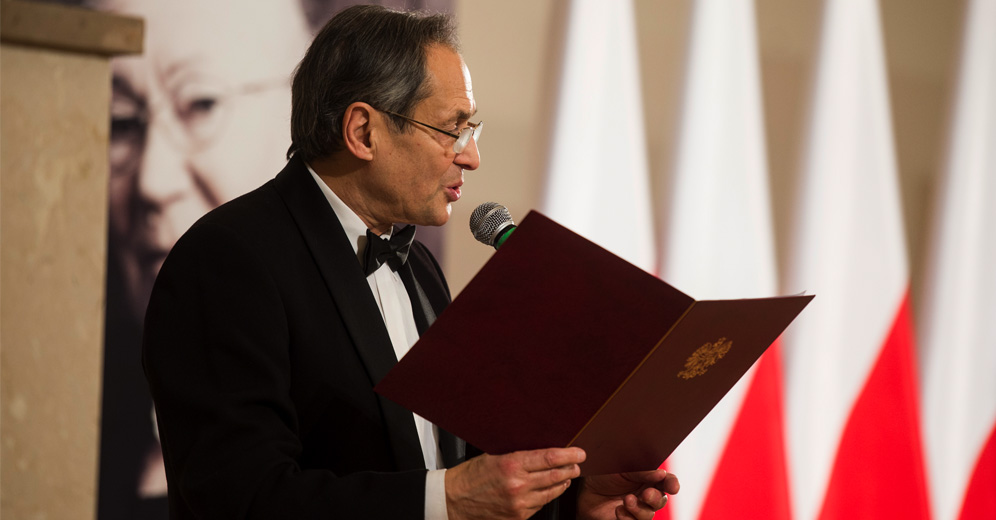
Jerzy Zelnik podczas uroczystości nadania Sali Kolumnowej w Kancelarii Premiera imienia Anny Walentynowicz (2015)

Jerzy Zelnik (ur. 14 września 1945 w Krakowie) – polski aktor teatralny, filmowy i telewizyjny, kojarzony głównie z rolą Ramzesa XIII w filmie Faraon (1965) Jerzego Kawalerowicza, scenarzysta małych form teatralnych (monodramów, etiud), reżyser teatralny, dyrektor artystyczny Teatru Nowego w Łodzi w latach 2005–2008. 

## Życiorys
Pochodzi z rodziny o żydowskich korzeniach. Jest synem Haliny, tłumaczki z rosyjskiego i niemieckiego (zm. 15 października 2013) oraz Jana (ur. 20 lipca 1921, zm. 14 marca 2007 w Warszawie), reżysera dźwięku radiowego, autora sztuk scenicznych i słuchowisk, reżysera m.in. audycji Podwieczorek przy mikrofonie.
Ukończył VI Liceum Ogólnokształcące im. Tadeusza Reytana w Warszawie (1963). Studiował na Wydziale Aktorskim tamtejszej Państwowej Wyższej Szkoły Teatralnej, którą ukończył w 1968. Na przedstawieniu dyplomowym zaprezentował się w pełnej temperamentu, o komediowym raczej zacięciu, scence w tragikomedii Trzy siostry (1901) Antoniego Czechowa jako Aleksander Wierszynin.
Jego debiutem scenicznym była rola Karola Kriebla w sztuce Václava Havla Puzuk, czyli uporczywa niemożność koncentracji (1968; pełnił także funkcję asystenta reżysera) na scenie krakowskiego Starego Teatru im. Heleny Modrzejewskiej, z którym był związany w latach 1968–1970, grając m.in. Lizandra w Szekspirowskiej komedii Sen nocy letniej (1970). Występował potem w teatrach warszawskich: Dramatycznym (1970–1973), gdzie wystąpił m.in. w sztuce Williama Szekspira Juliusz Cezar (1971) jako Oktawian i w dramacie Stanisława Wyspiańskiego Wyzwolenie (1972) w roli Maski, Powszechnym im. Zygmunta Hübnera (1979–1986, od 1992), Scena Prezentacje (1981, 1998), Studio im. Stanisława Ignacego Witkiewicza (1986–1992), Muzycznym Roma (1994) i Ochoty (2002).
Zagrał także gościnnie w teatrach: Studio, Dramatycznym, Stołecznej Estrady w spektaklu Juliusza Słowackiego Złota Czaszka jako Peryt Ryszard (1974), im. Aleksandra Fredry w Gnieźnie w przedstawieniu Słowackiego Mindowe w roli tytułowej (1975), Współczesnym w Szczecinie w sztuce Eugène Ionesco Macbett jako Banco (1976), Powszechnym w Łodzi w spektaklu Lwa Tołstoja Zmartwychwstanie jako Niechludow (1977), POSK w Londynie w komedii Juliana Tuwima Porwanie Sabinek jako Strzycki (1987), Scenie na Piętrze w Poznaniu (1999), im. Heleny Modrzejewskiej w Legnicy (2001), Dramatycznym im. Aleksandra Węgierki w Białymstoku jako tytułowy Makbet (2002; debiut reżyserski), Wrocławskim Teatrze Pantomimy w dramacie Mickiewicza Dziady jako Guślarz (2002) i Nowym im. Kazimierza Dejmka w roli tytułowego Don Juana Moliera (2008). W 2006 otrzymał nagrodę sekcji krytyków teatralnych ZASP „za inicjatywę polegającą na zaangażowaniu absolwentów rocznika 2004/2005 PWSFTViT w Łodzi w projekcie Scena Młodych”.
Debiutował na ekranie kinowym w komedii Leonarda Buczkowskiego Smarkula (1963). Uznanie zdobył podwójną kreacją pragnącego przeprowadzić reformy następcy tronu, a następnie faraona, Ramzesa XIII, i rozszalałego Lykona w ekranizacji powieści Bolesława Prusa Faraon (1965) w reżyserii Jerzego Kawalerowicza, za którą otrzymał swoją pierwszą wypłatę. Zagrał w trzech filmach Andrzeja Wajdy: Przekładaniec (1968) na podstawie utworów Stanisława Lema jako doktor Burton, Piłat i inni (Pilatus und andere – ein Film fur Karfreitag, 1971) na podstawie powieści Michaiła Bułhakowa w roli Judy z Kiriatu i adaptacji powieści Władysława Reymonta Ziemia obiecana (1974) jako Stein, pracownik kantoru w fabryce Grunspana.
Zasłynął jako tytułowy szlachetny prawnik Franciszek Murek w serialu Doktor Murek (1979) na podstawie powieści Tadeusza Dołęgi-Mostowicza. Zagrał postać Zygmunta Augusta w serialu Królowa Bona (1980), za którą zdobył nagrodę zespołową I stopnia Przewodniczącego Komitetu ds. Radia i Telewizji za osiągnięcia aktorskie, a w szczególności za przybliżenie postaci historycznych, i w dramacie historycznym Epitafium dla Barbary Radziwiłłówny (1982) z Anną Dymną. Zebrał pochlebne recenzje za rolę hrabiego Henryka w spektaklu Teatru Telewizji Nie-Boska komedia (1982) Zygmunta Krasińskiego w reżyserii Zygmunta Hübnera. W telewizyjnej adaptacji opowiadań Jarosława Iwaszkiewicza Trzy młyny (1984) pojawił się jako homoseksualny koneser sztuki zakochany w młodym Julianie (Jan Jankowski). W telenoweli TVP1 Klan (1997-1999, 2006, 2007) wystąpił w roli Krzysztofa Malickiego, pierwszej wielkiej miłości Elżbiety Chojnickiej (Barbara Bursztynowicz).
Wziął udział w projekcie Verba Sacra. W 2006, podczas XI Festiwalu Gwiazd w Gdańsku, odcisnął dłoń na Promenadzie Gwiazd powstałej na wyspie Ołowiance.
Brał udział w IV edycji programu Jak oni śpiewają. Odpadł w 5. odcinku, zajmując 12. miejsce.

## Życie prywatne
W październiku 1969 r. poślubił Urszulę (z domu Warszada). Przedtem, 30 sierpnia 1969, po namowach przyszłej żony, Zelnik przyjął chrzest. Wcześniej był niewierzący.
W 2011 roku jego żona przeszła rozległy wylew krwi do mózgu. Zmarła 27 kwietnia 2014. Jedynym ich wspólnym dzieckiem jest syn Mateusz (ur. 1981). Jerzy Zelnik ma troje wnucząt.
W 2010 wszedł w skład komitetu poparcia Jarosława Kaczyńskiego w wyborach prezydenckich. W 2015 roku zaangażował się w kampanię prezydencką kandydata PiS Andrzeja Dudy.
W marcu 2016 media ujawniły, że w IPN odnaleziono dokumenty świadczące o jego współpracy z SB. Według dokumentów podpisał on zobowiązanie do współpracy 16 stycznia 1964 i został zarejestrowany jako TW „Jaracz”. Współpraca trwała do sierpnia 1966. Miał on przekazywać informacje na temat Jerzego Kowadło-Kowalika. Początkowo Zelnik tłumaczył, że nie pamięta współpracy z SB i że: wyparowało mu to z pamięci. Ostatecznie przyznał, że był współpracownikiem SB i w oświadczeniu na stronie internetowej „Telewizji Republika” wyznał: Ze swej strony zapewniam, że stanę w tej sprawie w prawdzie. Już teraz proszę o wybaczenie osoby, które mogłem skrzywdzić.

## Odznaczenia
- Krzyż Kawalerski Orderu Odrodzenia Polski (2007)[11]
- Odznaka „Zasłużony Działacz Kultury” (1997)
- Nagroda Miasta Stołecznego Warszawy (2012)[12]

## Filmografia

### Filmy kinowe/wideo
- 2004: Osiemnaście jako „Traktors”
- 2002: Chopin. Pragnienie miłości jako Mikołaj Chopin, ojciec Fryderyka
- 1996: Krystalbarnet
- 1995
  - Deborah jako Kuba Burstein
  - Awantura o Basię jako Gaston Dumauriac, kolega Adama Bzowskiego
- 1994: Psy 2. Ostatnia krew jako Sarzyński, były minister spraw wewnętrznych
- 1993: Ewangelia według Harry’ego (The Gospel According to Harry) jako Jameson
- 1992: Zwolnieni z życia jako senator, kolega Jana Wysockiego
- 1991
  - Przeklęta Ameryka jako Ryszard
  - Szuler (Cheat) jako hrabia Victor Moritz
- 1990: Powrót wilczycy jako Kamil Orzelski
- 1989: Ostatni prom jako Andrzej
- 1988: I skrzypce przestały grać (And the Violins Stopped Playing) jako Danko Muler, kuzyn Dymitra, uciekinier z warszawskiego getta
- 1985
  - Výjimečná situace jako Marencik
  - Medium jako Andrzej Gaszewski
- 1984: Pismak jako pisarz
- 1983: Synteza jako Mailer
- 1982: Epitafium dla Barbary Radziwiłłówny jako Zygmunt II August
- 1981: Z dalekiego kraju (From a Far Country)
- 1979: Kobieta i kobieta jako Wojciech Mielnik, architekt miasta Grodniki
- 1977
  - Żołnierze wolności (Sołdaty swobody/Солдаты cвободы) jako górnik w Belgii
  - Tańczący Jastrząb jako Zatorski
  - Gniazdo wdów (Nido de viudas) jako Carlos
- 1976: Smuga cienia jako Rowley, sekretarz kapitanatu
- 1975
  - Znikąd donikąd jako nauczyciel Stefan, przyjaciel „Groźnego”
  - Dzieje grzechu jako Łukasz Niepołomski, miłość Ewy
- 1974
  - Ziemia obiecana jako Stein
  - Oczekujące (Várakozók) jako Pavel
- 1972: Skorpion, Panna i Łucznik jako Jan „Kapucyn”
- 1971: Bolesław Śmiały jako rycerz ze świty królewskiej, morderca biskupa
- 1970
  - Pogoń za Adamem jako aktor grający w filmie Zawady „Adama”
  - Krajobraz po bitwie jako komendant amerykański
- 1968: Ruchome piaski jako chłopak Anki
- 1967: Kiedy miłość była zbrodnią (Rassenschande) jako Roman, student podający się za cukiernika
- 1965: Faraon jako Faraon Ramzes XIII/Lykon
- 1963: Smarkula jako Alfred, uczestnik prywatki

### Filmy TV
- 1992: Sprawa kobiet (Le Violeur Impuni) jako gwałciciel Gilbert Billaud
- 1986: Głód serca jako Janusz Boreczny
- 1979: Tangere néző callak jako Rumeliotis
- 1979: Orrosvagyok
- 1978: Tengerre nézö cellák
- 1978: Okupienie
- 1976: Noc w wielkim mieście
- 1975: Jej powrót jako Edward, mąż Emmy
- 1972: Hipoteza jako narrator – profesor N.
- 1972: Droga w świetle księżyca jako Julian, syn Starzeńskiego
- 1971: Piłat i inni (Pilatus und andere – ein Film fur Karfreitag) jako Juda z Kiriatu
- 1971: Kamizelka jako Filip, mąż Anny
- 1968: Przekładaniec jako doktor Burton
- 1967: Pavoncello jako kolejny kochanek Zinaidy

### Seriale TV
- 2025: Sprawiedliwi. Trójmiasto jako Paweł Lipiec
- 2023: Korona królów. Jagiellonowie jako kardynał Branda de Castiglione
- 2022: Leśniczówka jako Kazimierz Zawadzki, nefrolog i znajomy Czesławy
- 2011: Rezydencja jako Jan Podhorecki
- 2011: Usta usta jako Marian Dawidzki, ojciec Adama
- 2008: Teraz albo nigdy! jako Waldemar Jasnyk, ojciec Basi
- 2006: Mrok jako Karol Neumann
- 2006: Magda M. jako Aron Melzner, właściciel galerii
- 2003: Psie serce jako Tomasz Majewski
- 2001: Na dobre i na złe jako ksiądz Wojciech
- 2001: Miasteczko jako Szymon Rzeszut-Rubin, ojciec Tomka
- 2000: Na dobre i na złe jako ksiądz Wojciech
- 1998–2000: Klan jako Krzysztof Malicki
- 1998: Siedlisko jako Witek Jaszczuk, biznesmen
- 1996: Hors limites jako major Rylski
- 1996: Awantura o Basię jako Gaston Dumauriac, kolega Adama Bzowskiego
- 1994–1995: Fitness Club jako rehabilitant Leszek Stachurski zastępujący masażystę Rysia w fitness clubie
- 1993–1994: Bank nie z tej ziemi jako Joe, agent „Dołu”
- 1993: Outsider (Autrement) jako Józef Magneto
- 1990: Napoleon jako Mikołaj Chopin, ojciec Fryderyka
- 1988: Chichot Pana Boga jako lekarz
- 1987: Komediantka jako mecenas Aleksander
- 1984: Trzy młyny jako Karol
- 1980: Królowa Bona jako Zygmunt II August
- 1979: Doktor Murek jako Franciszek Murek
- 1978: Życie na gorąco jako Lantiago Libero, asystent profesora Vireau
- 1975: Ziemia obiecana jako Stein, pracownik kantoru w fabryce Grunspana

### Polski dubbing
- 2003: Księga dżungli 2 (The Jungle Book 2) jako Bagheera
- 1990–1992: Muminki (Moomin, Tanoshii Moomin ikka) jako narrator
- 1981: Smerfy – Lektor, czytający tekst czołówki, oraz napisy końcowe (stary dubbing serii 1 i 2)